# Rouffiac, Charente-Maritime
Rouffiac är en kommun i departementet Charente-Maritime i regionen Nouvelle-Aquitaine i västra Frankrike. Kommunen ligger  i kantonen Pons som ligger i arrondissementet Saintes. År 2022 hade Rouffiac 503 invånare.

## Befolkningsutveckling
Antalet invånare i kommunen Rouffiac
Referens:INSEE